# Kozárd
Kozárd es un pueblo ubicado en el condado de Nógrád, Hungría.

## Superficie
Posee una superficie de 6,44 kilómetros cuadrados.

## Demografía
Hasta 2021 la población era de 163 habitantes, con una densidad de población de 25,31 habitantes por kilómetro cuadrado.